# Jørlunde

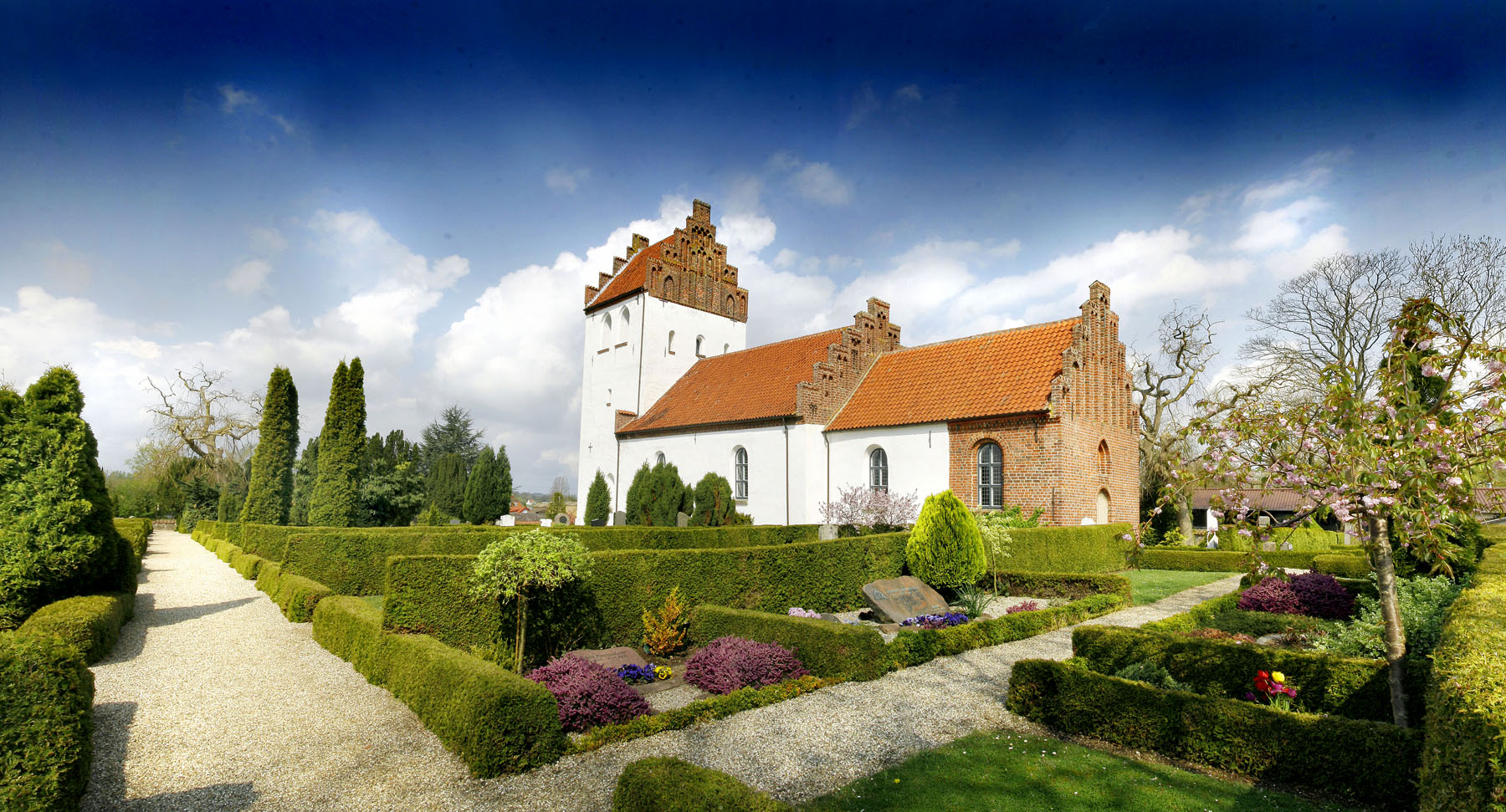
Iglesia de Jørlunde

Jørlunde es un municipio de la municipalidad de Frederikssund en Selandia del norte, Dinamarca. Durante finales de la Era vikinga y Alta Edad Media, fue la capital del poderoso clan Hvide. Hacia 1100 Skjalm Hvide eirigió la iglesia de Jørlunde.